# The Wallflower
Der Song The Wallflower (auch bekannt unter den Titeln Roll with Me Henry und Dance with Me Henry) ist ein Rhythm-and-Blues-Song, der von Etta James aufgenommen und von Modern Records 1955 veröffentlicht wurde. Der Song wurde von Johnny Otis, Hank Ballard und Etta James geschrieben und ist eine Antwort auf Work with Me Annie von Hank Ballard & the Midnighters. Die zweite Stimme des Songs, der sich als „Henry“ im Dialog mit der Sängerin befindet, stammt von Richard Berry, einem Sänger und Komponisten, der am bekanntesten für den Song Louie Louie ist.
„(Hey Baby, What do I’ve to do, To make you love me too,)
You have got to roll with me Henry;
(Alright baby)“
Der Song wurde ein großer Erfolg und stand vier Wochen an der Spitze der R&B-Jockey-Charts.
Für den Popmarkt wurde der Song von Georgia Gibbs gecovert, diese Version erreichte verschiedene US-Popcharts und war Nummer 1 der Most-Played-in-Juke-Boxes-Charts. Coverversionen unter dem Titel Roll with Me Henry gibt es von Sue Foley und Christine McVie.
Der Song wurde 2008 in die Grammy Hall of Fame aufgenommen. Ebenso ist er in den Soundtracks der Filme Sister Act (als Roll with Me Henry) und Zurück in die Zukunft (als The Wallflower) zu hören.